# Raidāk
Il Raidāk (noto anche come Wang Chhu o Wong Chhu in Bhutan) è un affluente del Brahmaputra che attraversa Bhutan, India e Bangladesh.

## Descrizione del corso

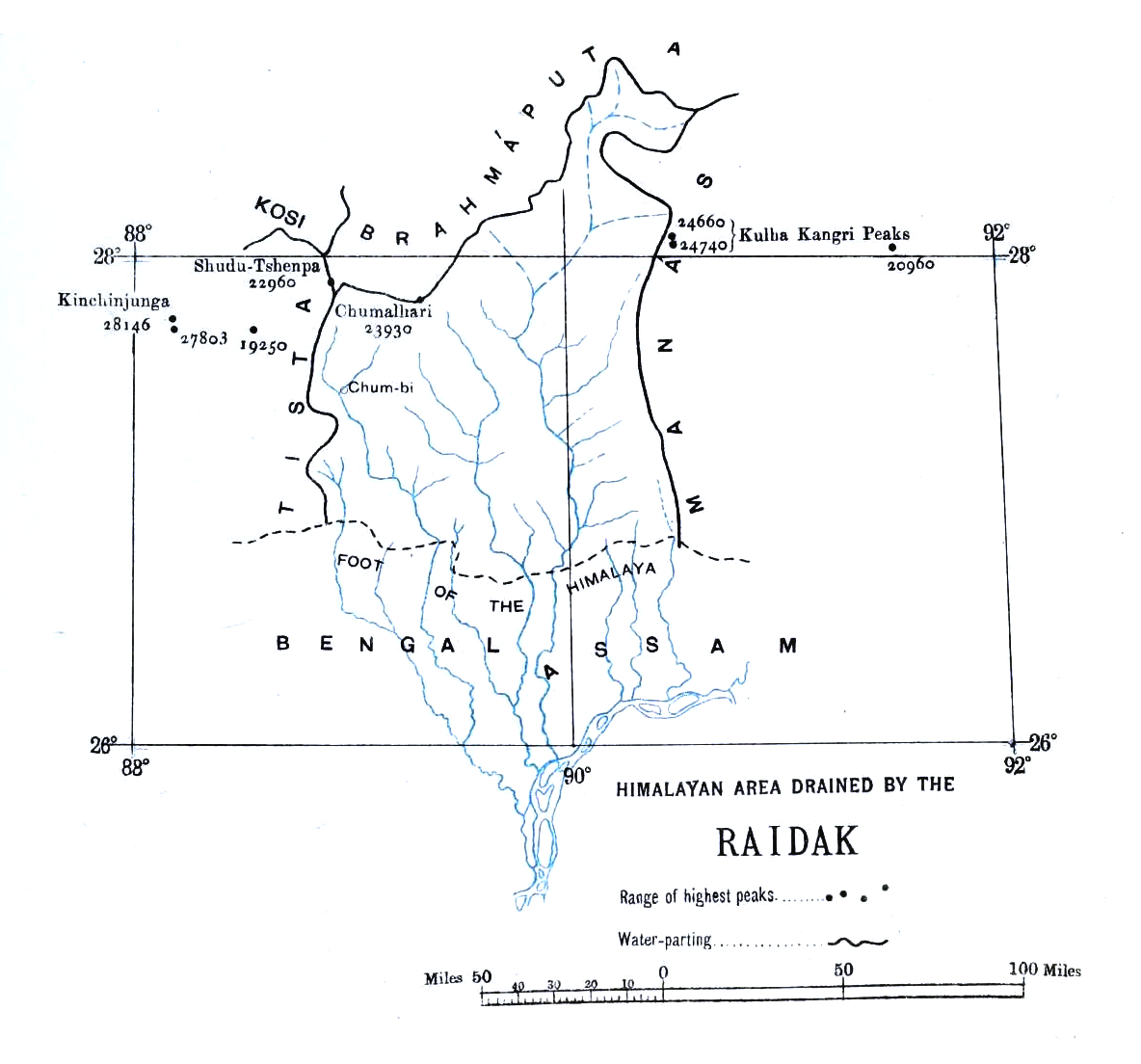
Bacino idrico del Raidāk

### Bhutan
Il Raidāk sorge sui monti dell'Himalaya. Il fiume di fatto è poco più di una rapida che scorre su un letto di rocce. Nel tratto che va da Thimphu alla confluenza con il Paro Chhu, il suo corso non è ben definito ma, superato il punto di convergenza, si addentra in strette gole tra ripide pareti rocciose. Il suo moto è orientato verso sudest, in un territorio costituito per lo più da ampie vallate, dove si congiunge con tanti piccoli affluenti provenienti dalle montagne vicine: tra questi, il più importante è l'Ha Chhu. Nei pressi del Tashichoedzong il letto del fiume si trova ad un'altezza di 2121 m.s.l.m., mentre nella regione delle Dooar supera di poco i 90.

### Bengala Occidentale e Bangladesh

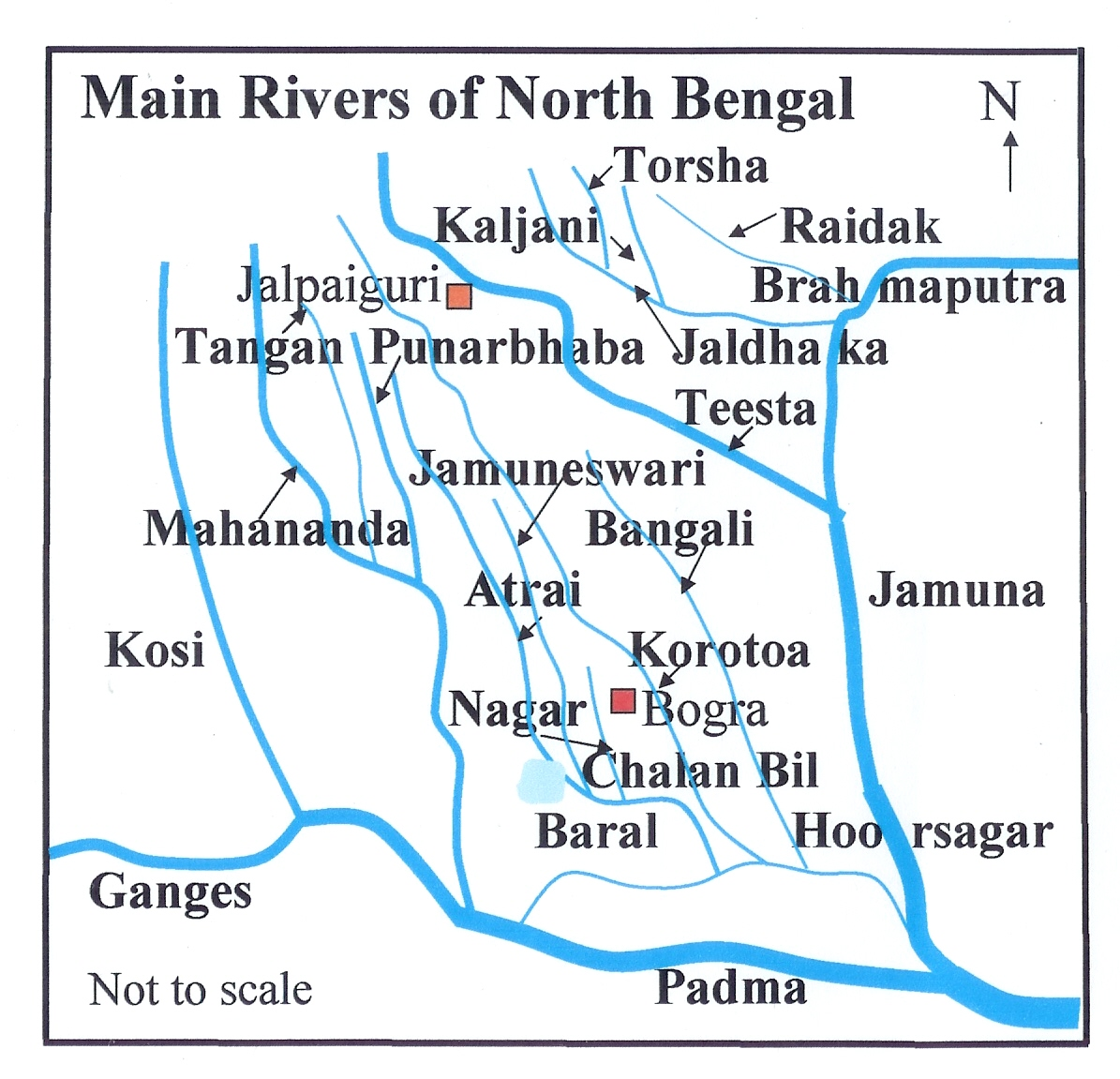
Mappa dei fiumi del Bengala Occidentale

Il fiume arriva in un'area pianeggiante appartenente al distretto di Jalpaiguri, per poi proseguire in quello di Cooch Behar, nel Bengala Occidentale. Il fiume sfocia nel Brahmaputra una volta giunto nel distretto di Kurigram, in Bangladesh, dove viene talvolta indicato con il nome di Dudhkumar.
Il Raidāk ha una lunghezza complessiva di 370 km, ma se a questi aggiungiamo i vari affluenti minori si parla di 610 km nel solo Bhutan.

## Impianti idroelettrici

### Impianto idroelettrico del Chukha
L'impianto idroelettrico da 336 MW nel distretto di Chukha è stato storicamente uno dei maggiori investimenti intrapresi in Bhutan e ha rappresentato un passo importante verso lo sfruttamento dell'enorme potenziale idroelettrico del paese. È stato costruito dall'India sulla base di un cosiddetto contratto "chiavi in mano", con la stessa India fornitrice del 60% del capitale tramite sovvenzioni e il 40% tramite prestiti a condizioni molto favorevoli. Nell'accordo è previsto inoltre che l'India riceva a sua volta dall'impianto tutta l'elettricità in eccesso rispetto alla domanda del Bhutan a prezzi molto più bassi rispetto a quelli generati dalla produzione idroelettrica indiana. Nel villaggio di Chimakoti, situato tra la capitale Thimphu e il confine indiano, è stata costruita una diga di diversione di 40 metri, a 1,6 km  della confluenza tra il Ti Chhu e il Raidāk. Dalla diga l'acqua viene deviata attraverso tunnel lunghi 6,5 chilometri per ottenere una caduta di oltre 300 metri, fino ad arrivare alla centrale elettrica di Chukha per la produzione di energia elettrica. La costruzione iniziò nel 1974 e terminò nel 1988.

### Impianto idroelettrico di Tala
L'impianto idroelettrico di Tala è un impianto ad acqua fluente che sorge anch'esso sulle rive del Raidāk nel distretto di Chukha. La stazione è costituita da una diga a gravità alta 92 metri che devia l'acqua in tubature di 22 km dirette all'impianto, dotato di sei turbine Pelton da 170 MW.